# Льєзький трамвай
Льє́зький трамва́й (фр. Tram(way) de Liège, нід. Luikse tram, валлон. Tram di Lidje) — трамвайна лінія міста Льєж, Бельгія. Відкрита 28 квітня 2025 року

та експлуатується валлонською транспортною компанією Opérateur de transport de Wallonie (OTW) у складі Transport en Commun (TEC).
Забезпечення та обслуговування транспортних засобів та інфраструктури здійснюється компанією Tram Liège Maintenance SA, дочірньою компанією Construcciones y Auxiliar de Ferrocarriles (CAF) та Colas Rail.

Раніше трамвайна мережа існувала в Льєжі в 1871—1968 рр.

## Історія

### Ранні роки

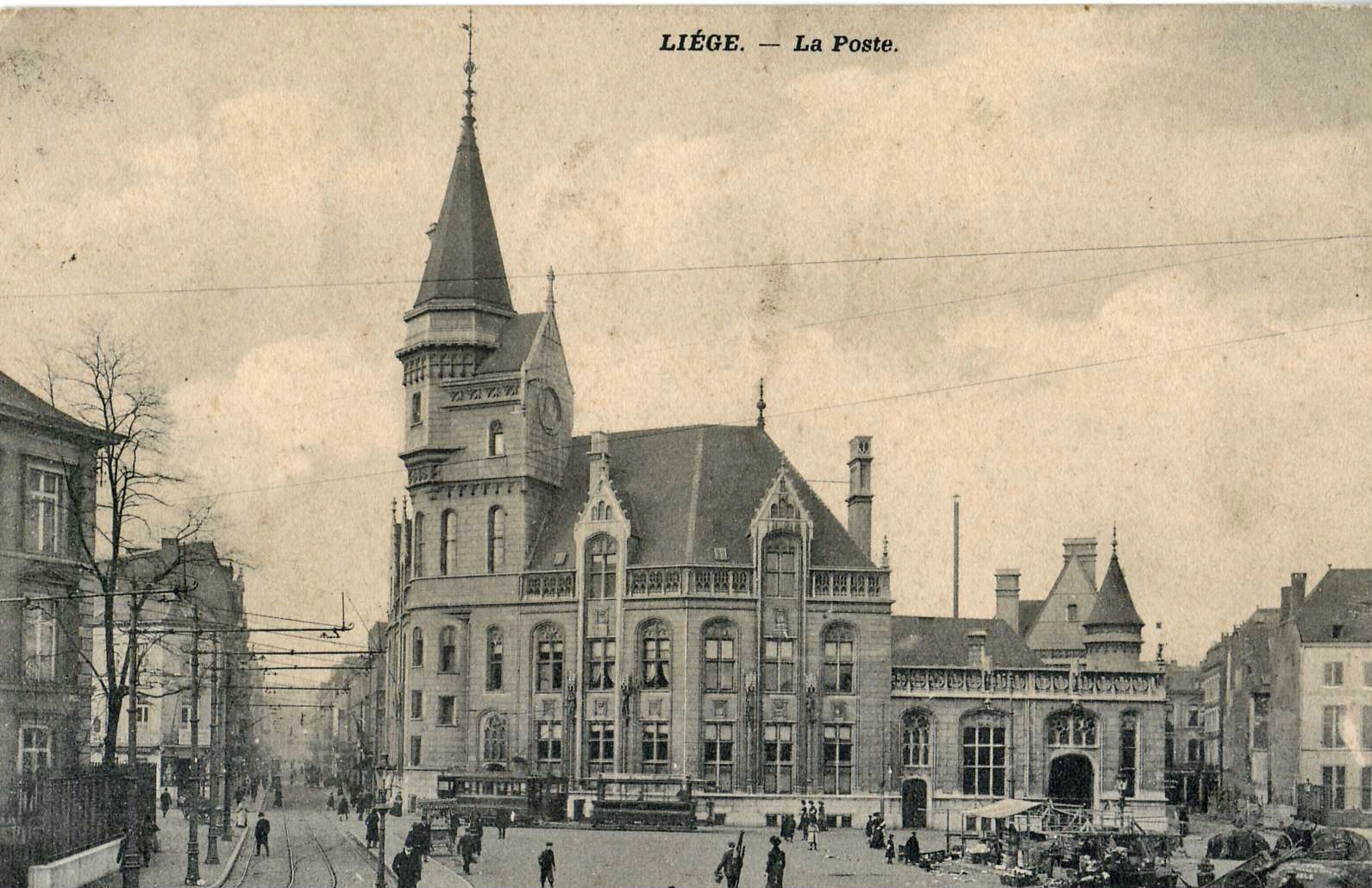
Трамваї перед поштовим відділенням у Льєжі (1909)

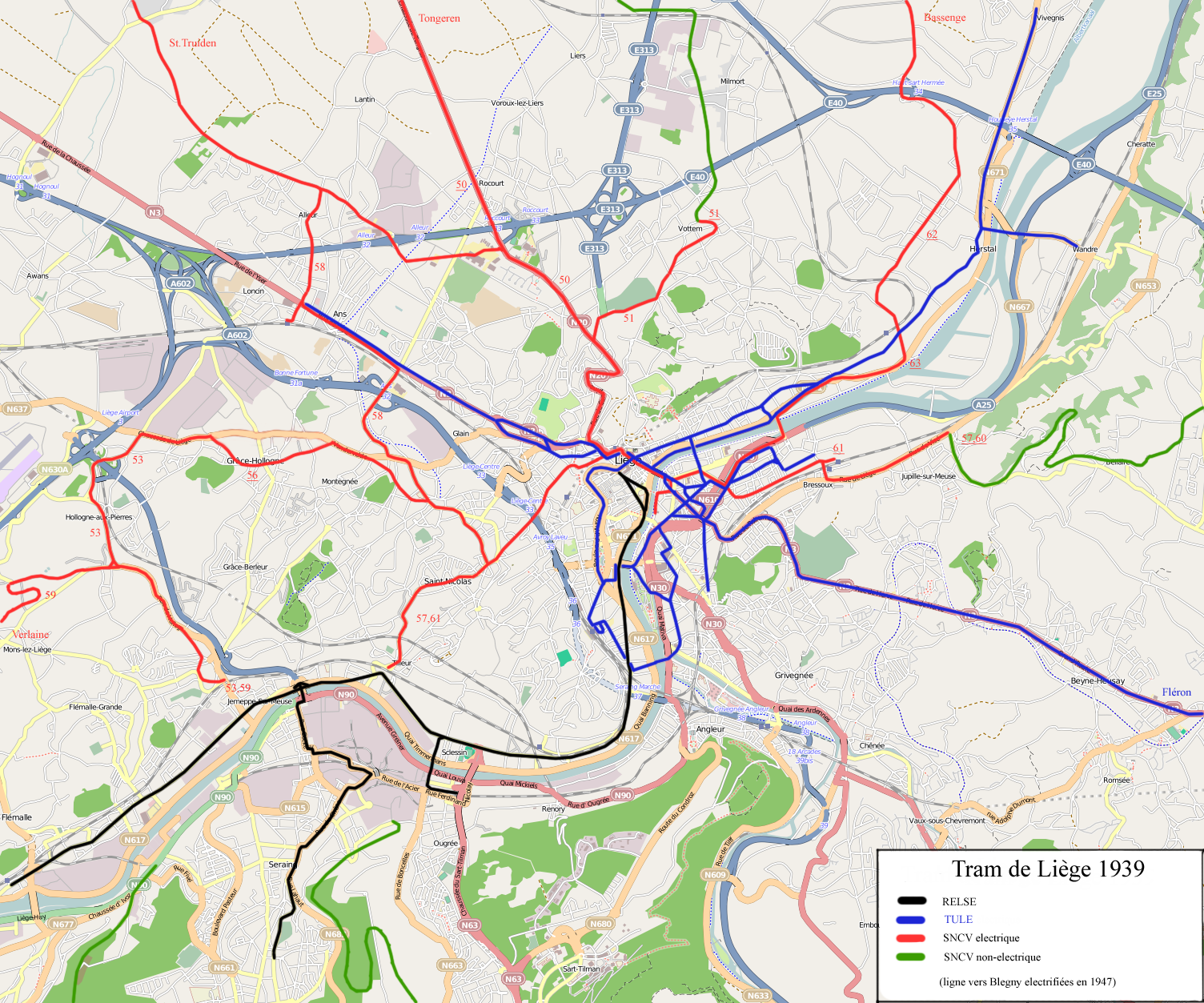
Трамвайна мережа в 1939 році

Перший електричний трамвай у Льєжі, який також був першим у Бельгії, відкрито 9 серпня 1893 року, сполучивши північний район Коронмез з Ерсталем, на схід від міста.
Лише 200 м лінії фактично проходили через центр міста.
22 жовтня 1896 року дві основні трамвайні лінії з кінною тягою переведено на електрику, утворивши електрофіковану трамвайну лінію, яка перетинала центр міста.
У 1897 році відкрили лінію, що сполучала Шене (тоді вважався окремим містом) з центром міста, до Англера відкрито трамвайне сполучення в 1905 році.
Четверту лінію також відкрито того ж року до Всесвітньої виставки в Льєжі.
Одним із аспектів трамвайних перевезень у Льєжі була велика кількість конкуруючих операторів.
На початку XX століття відбулося певне укрупнення перевізників, але в 1905 році в місті все ще існувало шість різних організацій, що експлуатували трамваї, деякі з них перебували у державній власності, а деякі — у приватній. Окрім електричних трамваїв, у цей час лінії також використовували парові трамваї.
Лише в 1927 році трамвайну мережу Льєжа «об'єднали».

### Занепад та закриття
Існує мало свідчень про оновлення рухомого складу після 1930-х років, хоча більшість трамваїв пройшли принаймні один капітальний ремонт або реконструкцію протягом своєї експлуатації.
З огляду на складну топографію (принаймні за бельгійськими стандартами) Льєжа та очевидну відсутність інвестицій, останні трамвайні рейси припинено в листопаді 1967 року.

### Плановане метро
Було заплановано значні інвестиції в систему підземного метро Льєжа, і будівництво врешті-решт розпочалося наприкінці 1970-х років, але метро так і не завершено.
Завершена дільниця тунелю має незмінну репутацію одного з довгобудів Бельгії, її використовують для зберігання речей.

### Повернення трамвая
Тендер оголосили у березні 2016 року, і до 5 жовтня 2017 року отримали дві пропозиції: від «Alstom» (Франція) та «Construcciones y Auxiliar de Ferrocarriles» (CAF) (Іспанія).
До 2019 року будівництво лінії тривало, але зазнало різних затримок.

У 2023 році регіон Валлонія виплатив компанії Tram'Ardent 79 мільйонів євро як компенсацію збитків, пов'язаних з COVID-19, що затримало проєкт на 2 роки та 3 місяці.

9 жовтня 2023 року відбувся перший випробувальний рейс трамвая за межі депо від Брессу до Коронмеза, північної кінцевої станції лінії.

Після затримок у будівництві, системні випробування нової лінії розпочалися 31 жовтня 2024 року.
Очікувана вартість 12-кілометрової лінії мала перевищити один мільярд євро.

## Маршрутна мережа
Трамвайна лінія довжиною 11,7 км з 23 станціями пролягає від району Слессін (пункт пересадки на автобусні лінії в напрямку Серен) через станцію Льєж-Гіємен до центру міста на площі Сен-Ламбер (залізничний вокзал). Потім прямує вздовж берегів річки Маас до мосту Пон-Атлас, де розгалужується.
Одна лінія веде до Коронмеза, пункту пересадки на автобуси в напрямку Ерсталя.
Інша лінія перетинає річку Маас та прямує до виставкового центру «Льєж-Експо» поблизу станції Брессу, де також розташоване трамвайне депо.
Весь маршрут двоколійний, за одним винятком.
Між Маренго та площею Сен-Ламбер трамваї курсують по одній колії в кожному напрямку різними вулицями: у напрямку Стандарда через Феронстре, у напрямку Коронмез/Льєж-Експо через вулицю Леопольд та Ла-Батт. Тільки по неділях приблизно до 14:00 усі трамваї курсують через Феронстре — спеціально побудованою колією — оскільки на берегах Маасу проходить щотижневий антикварний ринок Ла-Бат (фр. Marché de la Batte).

Під час футбольних матчів на стадіоні Моріса Дюфрасна на зупинці Стандард трамвай закінчує рух на зупинці «площа Феррер» (фр. Place Ferrer).

### Пересадки

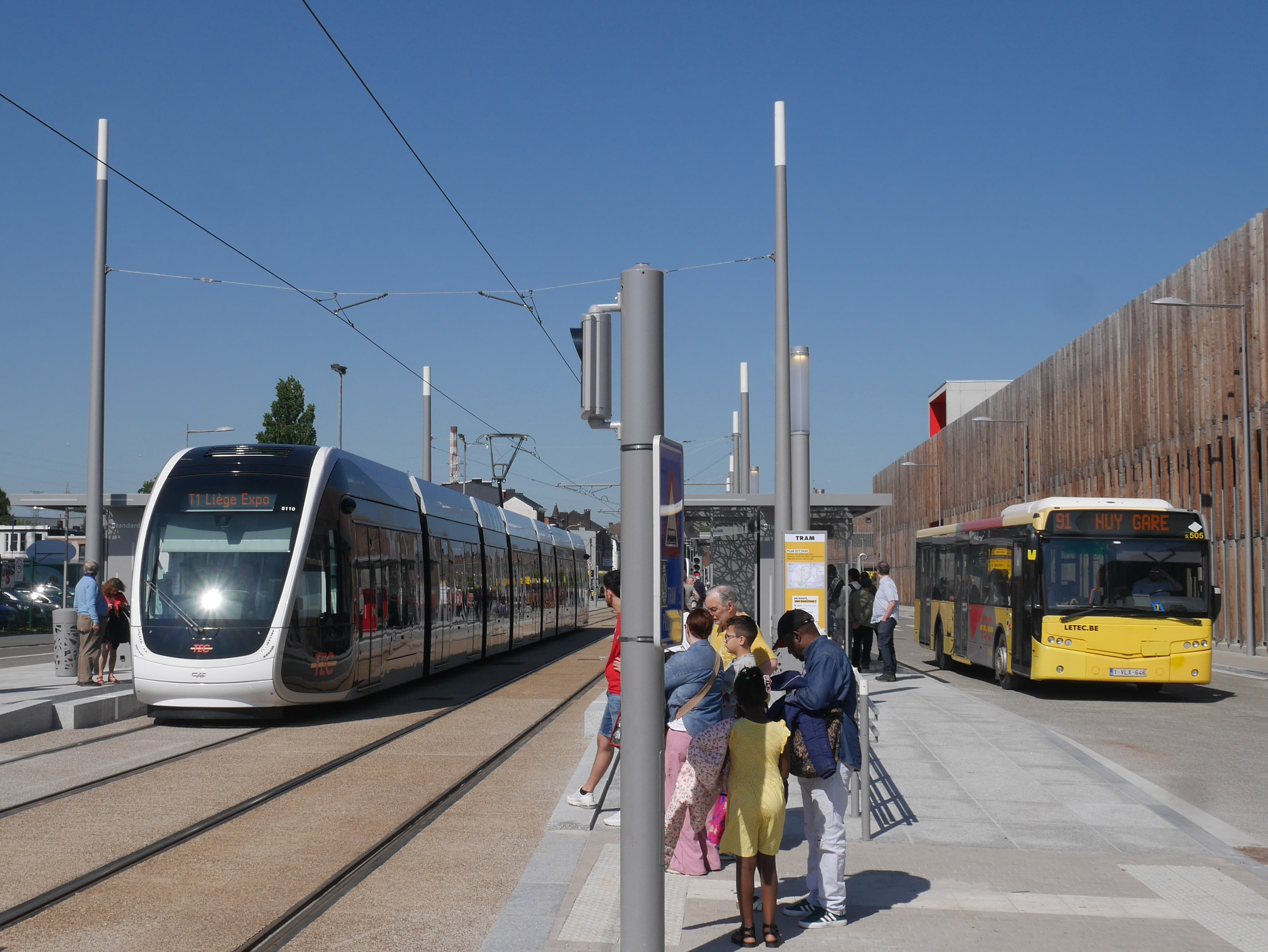
Пересадочна станція Склессін (Стандарт) з трамваєм, автобусом та паркінгом

Існує 13 пересадочних станцій на автобусні та залізничні лінії, вісім основних пересадочних станцій — Коронмез, Льєж-Експо, площа Сен-Ламбер, Опера, Пон-д'Авруа, Гіємен, Петі-Бургонь та Стандарт.
З введенням трамвая автобусна мережа була повністю трансформована.
Окрім чотирьох автобусних ліній під назвою Busway, які на 2025 рік будуються, вона складається з 57 міських, 31 регіональних та двох експрес-автобусних ліній.
На кінцевих станціях Брессу та Стандарт побудовано паркінги P+R на 771 та 665 паркувальних місць відповідно, які також пропонують безпечне паркування для велосипедів та зарядні станції для електромобілів та електровелосипедів.

## Рухомий склад

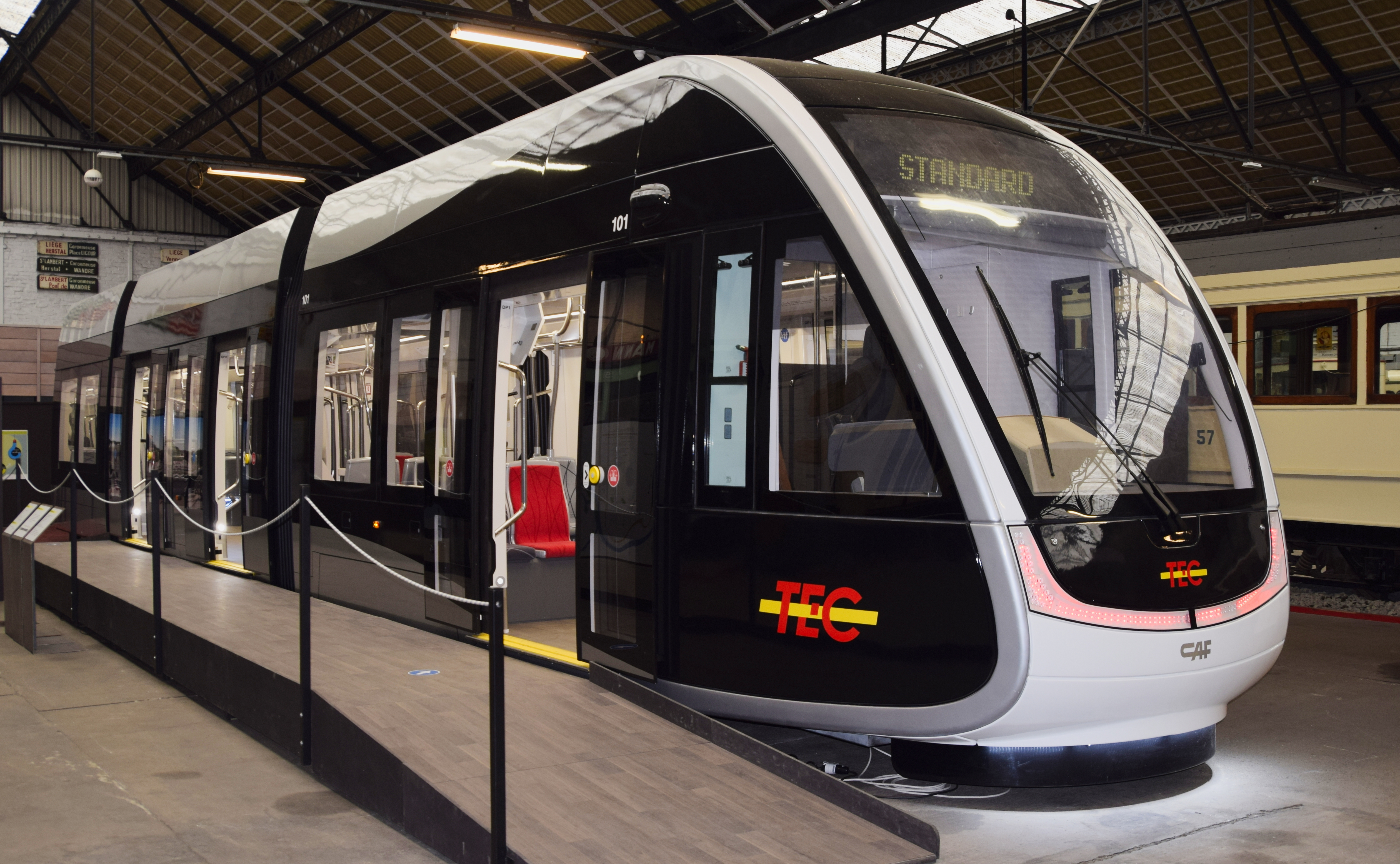
Демонстраційна модель CAF Urbos у 2020 році

Консорціум Tram'Ardent поставив 20 семивагонних низькопідлогових трамваїв Urbos 100 з кондиціонером від іспанського виробника Construcciones y Auxiliar de Ferrocarriles (CAF).

Двонаправлені трамваї мають довжину 45,41 м, ширину 2,65 м, важать 64 тонни нетто

та складаються з модулів C1-S1-M-S3-R-S2-C2.

Трамваї мають вісім дверей з кожного боку та 62 місця загальною місткістю 372 пасажири.

Перші транспортні засоби прибули до Льєжа в середині 2022 року.

Електропостачання здійснюється через повітряну лінію постійного струму напругою 750 вольт, хоча дільниці Женераль Леман — Блонден, Опера — Ла-Батт та Пон-Атлас — Друа не електрифіковані; там трафік здійснюється за допомогою акумуляторів, встановлених у транспортному засобі.